# Toxopoda sulawesiensis
Toxopoda sulawesiensis är en tvåvingeart som beskrevs av Iwasa 1999. Toxopoda sulawesiensis ingår i släktet Toxopoda och familjen svängflugor.
Artens utbredningsområde är Sulawesi. Inga underarter finns listade i Catalogue of Life.